# Col Daylight
Pour les articles homonymes, voir Daylight.
 (octobre 2019).
Le col Daylight (Daylight Pass en anglais) est un col routier américain situé dans le comté d'Inyo, en Californie, à proximité immédiate de la frontière avec le Nevada. Il s'élève à une altitude de 1 316 mètres au sein du parc national de la vallée de la Mort.